# Saint-Aubin (Essonne)
Saint-Aubin je obec v jihozápadní části metropolitní oblasti Paříže ve Francii v departmentu Essonne a regionu Île-de-France. Od centra Paříže je vzdálena 22 km. Protéká jí potok Mérantaise.

## Sousední obce
Saint-Aubin sousedí s Villiers-le-Bâcle, Gif-sur-Yvette a Saclay.

## Vývoj počtu obyvatel
Počet obyvatel

## Památky
- zvonice v románském stylu z 18. století

## Náboženství
Obec patří k římskokatolické diecézi Évry-Corbeil-Essonnes. Věřící navštěvují mše v Gif-sur-Yvette, obec nemá vlastní kostel.